# Агуреева, Полина Владимировна
Поли́на Влади́мировна Агуре́ева (род. 9 сентября 1976, Волгоград) — российская актриса театра и кино, исполнительница романсов. Заслуженная артистка Российской Федерации (2019), лауреат Государственной премии Российской Федерации (2001).
Ряд российских критиков (Роман Должанский, Ксения Ларина, Григорий Заславский и др.) характеризует актёрскую манеру Агуреевой как способность творить в разнообразных амплуа, отмечают её вокальные данные, пластику и лиричность.
Лауреат премии «Золотая маска» в номинации «Драма — Лучшая женская роль» за роль Ларисы в спектакле «Бесприданница», 2009.
Лауреат премии «Золотой орёл» Национальной Академии кинематографических искусств и наук России за лучшую женскую роль — в телесериале «Жизнь и судьба».

## Биография и обзор творчества

### Детские и студенческие годы
Полина Агуреева родилась 9 сентября 1976 года в Волгограде. Мама была учителем русского языка и литературы. Имеет младших брата и сестру. После развода родителей некоторое время с мамой жила в городе Михайловке Волгоградской области, на реке Медведица. С семи лет живёт в Москве. Будучи актрисой, Агуреева привезла в степной край своего детства съёмочную группу фильма «Эйфория», — мелодрамы с трагическим финалом разворачивается на фоне эпических пейзажей задонских степей. В зрелые годы Агуреева признавалась, как счастлива, что её раннее детство прошло в провинции.
В школе избиралась председателем школьного совета пионерской дружины. В детские годы в комнате Агуреевой висел портрет Станислава Любшина, а став постарше, увлекалась творчеством Нонны Мордюковой и Евгения Самойлова. Подростковый возраст провела в уверенности, что станет актрисой: ей нравилось «не выступать, а публично страдать».
В 1993 году поступила на режиссёрский факультет ГИТИС (мастерская Петра Фоменко). Среди ролей, сыгранных Агуреевой в годы студенчества — Аликс в «Идее господина Дома» Ф. Кроммелинка, Нимфея в «Школе для дураков» С. Соколова, Утрата в «Зимней сказке» У. Шекспира, Юлия в «Гарпагониаде» К. Вагинова, Соня в «Дачниках» М. Горького, Пирогова в «Ю» О. Мухиной.

### В театре и кинематографе
С 1997 года — актриса театра «Мастерская Петра Фоменко», где дебютировала в спектакле «Варвары».
В спектакле «Одна абсолютно счастливая деревня» впервые сыграла главную женскую роль. Спектакль впоследствии оказался одним из самых удачных и «долгоиграющих» в репертуаре «Мастерской».
В 2000 году Агуреева сыграла Лизу в  в антрепризе Олега Меньшикова «Горе от ума».
Свою первую награду, премию в номинации «Дебют» (Гран-при театрального фестиваля «Московские дебюты-97»), Агуреева получила за роль в спектакле «Холодно и горячо, или Идея господина Дома».
Кинематографическая карьера Агуреевой началась в 2003 году в фильмах режиссёра Сергея Урсуляка: фильм «Долгое прощание» (дебют актрисы в кино, где Агуреева впервые пела с экрана — романс на стихи Марины Цветаевой), телесериалы «Ликвидация», «Исаев», «Жизнь и судьба». По мнению критика Григория Заславского, в спектакле[каком?] Агуреевой удаётся добиться «некоей уже внетеатральной меры искренности».
Партнёрами Агуреевой в кино не раз были Михаил Пореченков, Сергей Маковецкий, Александр Балуев, Евгений Дятлов.
Первую широкую известность в кинематографе Агуреева получила в 2007 году после выхода в эфир телесериала Урсуляка «Ликвидация». Агуреева снялась в роли возлюбленной майора Кречетова — певицы Тони. С этого фильма стала известна как исполнительница романсов.
Спустя два года почти в той же актёрской команде снялась в роли роковой женщины графа Воронцова в остросюжетном телесериале С. Урсуляка «Исаев». Образ падшей красавицы актриса воплотила снова через пять лет в телесериале «Куприн. Яма» (2014). Ради пространной и пафосной эскапады с экрана на языке Вольтера и Дюма актриса освоила французский.
В 2009 году была членом жюри на кинофестивале «Завтра/2morrow3», на котором отдала предпочтение фильму «Хадевич» французского режиссёра Брюно Дюмона.
До мая 2012 года несколько сезонов была занята в театре «Практика» в спектакле «Июль», поставленным по пьесе Ивана Вырыпаева режиссёром Виктором Рыжаковым. В этом представлении Агуреева, выходящая на сцену, как на концерте, под торжественное объявление диктора филармонии в чёрном вечернем платье, — перевоплощается в сумасшедшего серийного убийцу, погружается в реальность жестокой стороны жизни. Согласно замыслу драматурга, монолог должен исполняться молодой и прекрасной актрисой, хотя исповедь серийного убийцы и людоеда идёт от лица пожилого мужчины 62 лет. Критик Ольга Галахова, задаваясь вопросом, зачем режиссёру понадобилось «этот нежный цветок поместить в навозную жижу», приходит к выводу: Полина с её отзывчивой душой, с присущим ей детским удивлением нужна спектаклю не только для контраста, для противопоставления красоты и нежности, мрака и отчаяния. Звучание чудовищного текста в устах утончённой исполнительницы Агуреевой, полагает критик, незаметно подводит зрителя к неожиданному выводу — в обществе больны все, включая и здоровых.
Театроведы выделяли необычную трактовку режиссёром Фоменко и актрисой Агуреевой образа Ларисы в «Бесприданнице», которая противопоставляется царству настолько сонному, что в нём вообще нет ни одного живого человека, а умерев, она превращается в куклу, которую бессмысленно тащит за собой карикатурный Карандышев.
К своему учителю по театральному вузу Петру Фоменко, ещё будучи студенткой, относилась «с пиететом, доходящим до маразма». Смерть Фоменко актриса назвала «потерей всей своей жизни».
В телесериале Сергея Урсуляка «Жизнь и судьба» по роману Василия Гроссмана, вышедшем в эфир осенью 2012 года, с участием Агуреевой развивается одна из главных любовных линий сюжета. Агуреева входит в образ обольстительной женщины, запутавшейся в военное лихолетье в своих чувствах и ощущениях, в том, что хочется и в том, что должна, не долюбившей одного боевого офицера и не исполнившей долга перед другим. Женю Шапошникову, изящную героиню Агуреевой, «утонувшую в своих феромонах», потрясения не облагораживают, как многих на фронте и в тылу, а наоборот, разрушают. Для актрисы мятущаяся в годы роковые Женя Шапошникова олицетворяет человека, который должен был и силы душевные имел, но так и не смог донести свой крест. По оценке критика Игоря Вирабова из «Российской газеты», многим из среднего поколения телезрителей взгляды на жизнь и судьбу покажутся созвучными разуму и чувствам Агуреевой: «Она молода, а непростая всё-таки штучка».
В спектакле «Король-олень», поставленном Урсуляком на площадке Концертного зала им. П. И. Чайковского, Агуреева впервые исполнила вокальные фрагменты на сцене.
В 2013 году в «Мастерской» занималась инсценировкой и репетировала спектакль-композицию по стихам Александра Блока.
В 2014 году Агуреева второй раз выступила в качестве театрального режиссёра, поставив в Мастерской вместе с Евгением Каменьковичем спектакль «Гиганты горы» по пьесе Луиджи Пиранделло (премьера состоялась 15 апреля 2014). По жанру спектакль, в котором сама Агуреева играет роль графини Илсе, представлен как незаконченный миф об искусстве.
Агуреева является одной из актрис «Мастерской Петра Фоменко». В театре по состоянию на 2015 год Агуреева была занята также в спектаклях «Белые ночи» (Настенька), «Бесприданница» (Лариса), «Война и мир. Начало романа» (Наташа Ростова, Жюли Карагина, Элен Курагина), «Одна абсолютно счастливая деревня» (Полина), «Пять вечеров» (Тамара).
В беседе с театроведом Ларисой Каневской Агуреева выразила недовольство концепцией аплодисментов[значимость факта?], звучащих в ходе спектаклей в неподобающих, по её мнению, местах. По мнению Агуреевой, овации — это всего лишь отражение радости зрителей по поводу того, что спектакль, наконец, окончился.
В 2015 году Агуреева снималась в биографической киноповести «Алмазный крест», в центре которой судьба хирурга и православного епископа Луки (Войно-Ясенецкого) (в исполнении Александра Балуева), принявшего священный сан в разгар гонений на церковь. Агуреева исполнила роль помощницы врача Софьи Велецкой. Фильм не был закончен из-за проблем с финансированием.

### Романсы
Романсы, звучащие в фильмах в исполнении Агуреевой, критика назвала ещё одной гранью таланта актрисы. Популярность завоевали романсы на стихи Марины Цветаевой «Мне тебя уже не надо» и Иосифа Бродского «Колечко», под гитару исполненные Агуреевой проникновенно, необычайно интимной интонацией и на высоком вокальном уровне в сериале «Исаев», 2009. Сама Агуреева по этому поводу заметила, что очень любит петь, но не считает, что это ей здорово удаётся: «Я всем говорю, что не хорошо пою, а хорошо вздыхаю, когда пою». Известность получил также вокальный номер из капустника театра Фоменко (2011 год) на песню «Девушка из Нагасаки» (стихи Веры Инбер), исполнявшуюся в 1960-х годах Владимиром Высоцким и Аркадием Северным.

### Критика
«Хрупкость, ненаигранная трепетность и лиризм в этой молодой актрисе удивительно сочетаются с последовательностью, упорством и волей» — Роман Должанский.
«Разнообразная, нездешняя, особая, отдельная…Особенность кроется в её нездешности, в зазоре между нею и нашим временем. Не очень вписывается в тот типаж, который сегодня востребован» — Сергей Урсуляк.
«В ней удивительным образом сочетаются нравственная чистота и волнующий эротизм, граничащий с бесстыдством» — Ксения Ларина.

## Личная жизнь
Агуреева живёт в Москве, а её родители — в Подмосковье.
В 2003—2007 годах была замужем за режиссёром Иваном Вырыпаевым, в браке родился сын Пётр (род. 2004).
С 2013 года — замужем за актёром Фёдором Малышевым (род. 1991). Летом 2015 года у них родился сын Тимофей.

## Увлечения, взгляды, хобби
По её признанию, она «мама-фанат». Свободное время проводит с сыновьями. Детские спектакли, качество которых отметила Агуреева, — «Сказка, которая не была написана» в театре «Практика», «Алиса в Зазеркалье» и «Руслан и Людмила», поставленные Мастерской Фоменко. Любимые фильмы Агуреевой — «Летят журавли», «Отец солдата», «Белый Бим Чёрное ухо», «Они сражались за Родину», другие военные фильмы с батальными сценами, а также философский мультфильм Ю. Норштейна «Ёжик в тумане». Слушает музыку Сен-Санса, Моцарта, Шостаковича. Нравятся режиссёры Феллини, Бергман, Блие, Бертолуччи, Альмодовар, Кустурица.
Увлекается восточной философией и идеями Карла Густава Юнга. Предпочитает читать философские книжки по ночам, среди любимых авторов — Лосев, Флоренский, Бахтин, Венгерова, Шмеман, Пелевин. Из классиков предпочитает Пушкина, Достоевского, Ницше, сказки Андерсена — «Русалочка» и «Оловянный солдатик», а также старые русские аутентичные сказки. Дружит с актёрами Антоном Шагиным, Игорем Гординым, Артёмом Цукановым, Яной Гладких.

## Общественная позиция
Поддержала вторжение России на Украину, заявив, что «люди предпочитали ничего не знать о трагедии Донбасса в течение восьми лет», приезжала выступать с концертом на аннексированные территории Украины.

## Санкции
17 марта 2023 года, на фоне вторжения России на Украину, Агуреева внесена в санкционный список Латвии за поддержку России, с запретом въезда в страну.

## Признание и награды
- 1997 — обладательница Гран-при театрального фестиваля «Московские дебюты-1997»
- 2000 — лауреат российской театральной премии «Чайка» в номинации «Двойной удар»
- 2000 — номинант российской премии в области высших достижений литературы и искусства «Триумф»
- 2001 — лауреат конкурса молодых актрис «Премьера-2001» на приз читательских симпатий «Комсомольской правды»
- 2001 — лауреат Государственной премии Российской Федерации (2001) — за спектакли Московского театра «Мастерская Петра Фоменко»: «Одна абсолютно счастливая деревня» по повести Б. Вахтина, «Семейное счастие» по повести Л. Толстого, «Война и мир. Начало романа. Сцены» по роману Л. Толстого
- 2004 — лауреат премии «За лучшую женскую роль» кинофестиваля «Кинотавр» (фильм «Долгое прощание»)
- 2009 — лауреат российской национальной театральной премии «Золотая маска» в номинации «Лучшая женская роль» за исполнение Ларисы в спектакле «Бесприданница» («Мастерская Петра Фоменко»)
- 2014 — лауреат национальной кинопремии «Золотой орёл» за лучшую женскую роль на телевидении (телесериал «Жизнь и судьба»)[8]
- 2019 — Заслуженная артистка Российской Федерации (13 июня 2019 года) — за большой вклад в развитие отечественной культуры и искусства, многолетнюю плодотворную деятельность[38]
- 2024 — Орден «За заслуги в культуре и искусстве» (14 марта 2024 года) — за заслуги в развитии отечественной культуры и искусства, многолетнюю плодотворную творческую деятельность[39]

## Творчество

### Роли в театре
- «Владимир III степени» Н. В. Гоголя — Аннушка
- «Варвары» Максима Горького — Марья Ивановна Весёлкина, Стёпа
- «Танцы на праздник урожая» Б. Фрила — Крис
- «Одна абсолютно счастливая деревня» Б. Вахтина — Полина
- «Война и мир» Льва Толстого — Наташа Ростова, Элен Курагина
- «Безумная из Шайо» Ж. Жироду — Сибилла
- «Египетские ночи» А. С. Пушкина — Графиня К.
- «Белые ночи» Ф. М. Достоевского — Настенька
- «Бесприданница» А. Н. Островского. Режиссёр: Пётр Фоменко — Лариса Огудалова
- «Идея господина Дома» Ф. Кроммелинка — Аликс
- «Горе от ума» А. Грибоедова — Лизанька
- «Пять вечеров» А. Володина — Тамара
- «Июль» И. Вырыпаева
- «Гиганты горы» Л. Пиранделло — Илсе

## Фильмография
| Год  |     | Название                             | Роль                                         |
| ---- | --- | ------------------------------------ | -------------------------------------------- |
| 2000 | тсп | Горе от ума                          | Лизонька, служанка                           |
| 2003 | тсп | Одна абсолютно счастливая деревня    | Полина                                       |
| 2004 | ф   | Долгое прощание                      | Ляля Телепнёва                               |
| 2006 | ф   | Эйфория                              | Вера                                         |
| 2007 | с   | Ликвидация                           | Тоня Царько, певица                          |
| 2009 | с   | Исаев                                | Анна Викторовна, московская девушка-бандитка |
| 2010 | ф   | Всё в порядке, мама!                 | Иванка                                       |
| 2010 | ф   | Господа Головлёвы                    | Аннинька                                     |
| 2010 | ф   | Которого не было                     | Катя                                         |
| 2012 | с   | Жизнь и судьба                       | Евгения Шапошникова, жена Крымова            |
| 2013 | ф   | Секс, кофе, сигареты                 | Эпизод                                       |
| 2014 | с   | Куприн. Яма                          | Тамара                                       |
| 2014 | ф   | Прощай, любимая!                     | Маргарита Сотникова                          |
| 2018 | ф   | Доктор Рихтер. Продолжение           | Ника Иванникова                              |
| 2019 | кор | Аня наоборот                         | Аня                                          |
| 2019 | ф   | Ван Гоги                             | Маша                                         |
| 2019 | с   | Ланцет                               | Ольга Покровская, психиатр                   |
| 2019 | ф   | Элефант                              | Тося                                         |
| 2022 | с   | Оптимисты (телесериал, второй сезон) | Вера Нестерова                               |
| 2021 | ф   | Асфальтовое солнце                   | мама Артёма                                  |
| 2021 | ф   | Дышите свободно                      | доктор Черкасова                             |
| 2022 | ф   | Меньшее зло                          | Вика                                         |
| 2023 | с   | Балет                                | Татьяна Корнеева                             |
| 2024 | ф   | Во сне ты горько плакал              | снималась                                    |

### Озвучивание
| Год  |   | Название  | Роль                       |
| ---- | - | --------- | -------------------------- |
| 2016 | ф | Коллектор | Тамара (голос за кадром)   |
| 2018 | ф | Собибор   | Люка (роль Фелисе Янкелль) |